# Граево (гмина)
Граево (пол. Grajewo) — сельская гмина (волость) в Польше, входит как административная единица в Граевский повет, Подляское воеводство. Население — 6156 человек (на 2004 год).

## Демография
| Перепись                       | Всего   | Всего | Женщины | Женщины | Мужчины | Мужчины |
| ------------------------------ | ------- | ----- | ------- | ------- | ------- | ------- |
| Единицы                        | человек | %     | человек | %       | человек | %       |
| Население                      | 6156    | 100   | 2990    | 48,6    | 3166    | 51,4    |
| Плотность населения (чел./км²) | 20      | 20    | 9,7     | 9,7     | 10,3    | 10,3    |

## Поселения
1. Бялашево
2. Бялашево-Колёня
3. Бялогронды
4. Бялогронды-Колёня
5. Бочки-Свидрово
6. Бжозова
7. Бжозова-Вулька
8. Хойнувек
9. Цемношие
10. Цыпрки
11. Данувек
12. Дыбла
13. Эльжбецин
14. Флеше
15. Гацке
16. Годлево
17. Грозимы
18. Кацпрово
19. Капице
20. Колёне-Сойчин-Боровы
21. Конопки
22. Конопки-Колёне
23. Кошарувка
24. Коты-Рыбно
25. Куреевка
26. Курейва
27. Курки
28. Липиньске
29. Липник
30. Ламане-Гронды
31. Ленково
32. Лойки
33. Лосево
34. Марецке
35. Меруце
36. Модзеле
37. Окул
38. Пенёнжки
39. Подлясек
40. Попово
41. Пшеходы
42. Руда
43. Сеницке
44. Сикора
45. Сойчин-Боровы
46. Сойчин-Грондовы
47. Сойчинек
48. Шиманы
49. Шиманы-Колёне
50. Точилово
51. Усчанки
52. Вежбово
53. Воеводзин
54. Заборово

## Соседние гмины
1. Гмина Гонёндз
2. Гмина Простки
3. Гмина Радзилув
4. Гмина Райгруд
5. Гмина Щучин
6. Гмина Вонсош